# Barry-d'Islemade

Barry-d'Islemade este o comună în departamentul Tarn-et-Garonne din sudul Franței. În 2009 avea o populație de 833 de locuitori.

## Evoluția populației
| An        | 1975 | 1982 | 1990 | 1999 | 2006 | 2009 |
| --------- | ---- | ---- | ---- | ---- | ---- | ---- |
| Populație | 448  | 507  | 562  | 573  | 760  | 833  |